# 索隆巴拉英语
索隆巴拉英语（英語：Solombala English），或称索隆巴拉英俄皮钦语（英語：Solombala English–Russian Pidgin），是18-19世纪在俄罗斯阿尔汉格尔斯克索隆巴拉港使用的一种皮钦语，该语言基于英语和俄语而成。
目前已知的索隆巴拉英语语料库仅包含两篇19世纪的简短文本：一篇由 Vasilij Vereščagin 于1849年撰写，收录于 （《阿尔汉格尔斯克省随笔》）；另一篇则收录于1867年的 （《阿尔汉格尔斯克省新闻》）。